# Мордвинцев, Пётр Иванович
Пётр Иванович Мордвинцев — советский хозяйственный, государственный и политический деятель, Герой Социалистического Труда.

## Биография
Родился в 1927 году в Астраханской области. Член КПСС с 1960 года.
С 1955 года — на хозяйственной, общественной и политической работе. В 1955—1991 гг. — футеровщик, машинист вращающейся печи, бригадир машинистов вращающихся печей Себряковского цементного завода Нижне-Волжского совнархоза в Астраханской области, инициатор Всесоюзного социалистического соревнования работников цементной промышленности.
Указом Президиума Верховного Совета СССР от 8 июля 1963 года присвоено звание Героя Социалистического Труда с вручением ордена Ленина и золотой медали «Серп и Молот».
Избирался депутатом Верховного Совета РСФСР 7-го созыва.